# Jallow
Jallow ist ein gambischer Familienname.

## Namensträger

### A
- Abdoulie Jallow (Politiker) (* 1962), gambischer Politiker (APRC)
- Abdoulie Jallow (Sportfunktionär) (* 1965), gambischer Sportfunktionär
- Abdoulie Jallow (Fußballspieler) (* 1998), gambischer Fußballspieler
- Abdurahman Jallow (* 1966), gambischer Leichtathlet
- Ablie Jallow (* 1998), gambischer Fußballspieler
- Alagi Yorro Jallow, gambischer Journalist, Autor, Chefredakteur und Herausgeber
- Amadou Wury Jallow, gambischer Fußballspieler

### B
- Bubacarr Jallow (Fußballtrainer) (Buba Jallow), gambischer Fußballtrainer
- Bubacarr Zaidi Jallow (Sheikh Alhaji Bubacarr Zaidi Jallow; 1909–1998), gambischer Gelehrter und Imam
- Baboucarr H. M. Jallow, gambischer Politiker
- Baba Galleh Jallow (Historiker) (* 1962), gambischer Historiker, Politikwissenschaftler und Journalist
- Baba Galleh Jallow (Politiker), gambischer Politiker (UDP)
- Binta Jallow (* um 2001), gambische Leichtathletin
- Bubu P. Jallow, gambischer Klimatologe

### C
- Cherno Omar Jallow (* 1959), gambischer Politiker

### D
- Dawda Jallow (Imam) (1930/1940–2010), gambischer Imam und Radioprediger
- Dawda Jallow (Leichtathlet) (* 1966), gambischer Leichtathlet
- Dawda A. Jallow (* 1975), gambischer Jurist und Politiker

### F
- Fatou Njie-Jallow, gambische Ombudsperson
- Fatou Mbenga Jallow, gambische Ökonomin
- Fatou Jallow (Schönheitskönigin) (* 1996), gambische Schönheitskönigin
- Foday A. Jallow (* 1975), gambischer Politiker

### H
- Habsana Jallow (* 1987/1988), gambische Politikerin
- Haddy Jallow (* 1985), gambisch-schwedische Schauspielerin
- Hassan Jallow (Beamter) († 2020), gambischer Beamter
- Hassan Jallow (Politiker), gambischer Politiker
- Hassan Bubacar Jallow (* 1951), gambischer Jurist und Politiker

### I
- Isatou Jallow (* 1997), gambische Fußballspielerin

### J
- Jerreh Jallow (* 1994), gambischer Musiker

### K
- Kabba Jallow († 2017), gambischer Fußballtrainer
- Karim Jallow (* 1997), deutscher Basketballspieler
- Kasum Jallow, gambischer Politiker
- Kebba Jallow (Politiker, I), gambischer Parteifunktionär (PPP)
- Kebba Jallow (Politiker, 1973) (* 1973), gambischer Politiker (GDC), Mitglied der National Assembly

### L
- Lamin Jallow (* 1995), gambischer Fußballspieler
- Lamin Wollom S. Jallow, gambischer Politiker

### M
- Maimouna Jallow (* 2005), gambische Sprinterin
- Mariama T. Jallow (* 1994), gambische Leichtathletin
- Mariatou Jallow (* 1954), gambische Medizinerin und Politikerin
- Maudo Jallow (* 1979), gambischer Fußballschiedsrichter
- Modou Jallow (* 1995), gambischer Fußballspieler
- Mohammed Jallow-Mbye (* 1989), gambischer Fußballspieler, siehe Mohammed Mbye
- Momodou Jallow (Politiker, 1975) (Momodou Malcolm Bilo Jallow; * 1975), schwedischer Politiker (V)
- Momodou Jallow, eigentlicher Name von J Hus (* 1996), britischer Rapper
- Momodou C. Jallow (1919–2000), gambischer Politiker (UP, PPP)
- Momodou Ebrima Jallow (1928–1987), gambischer Gewerkschafter und Politiker
- Momodou Kebba Jallow, gambischer Politiker und Diplomat
- Momodou Sarjo Jallow, gambischer Politiker und Diplomat
- Muhammed B. S. Jallow (* 1960), gambischer Politiker und Verwaltungsbeamter

### N
- Ndey Conteh-Jallow, gambische Unternehmerin
- Neneh Jallow (* 2000), gambische Fußballspielerin

### O
- Ousman Jallow (Politiker) (* um 1971), gambischer Politiker (APRC)
- Ousman Jallow (Fußballspieler) (* 1988), gambischer Fußballspieler

### P
- Pa Jallow (Diplomat) (um 1945–2008), gambischer Diplomat und Nachrichtendienstmitarbeiter
- Pa Jallow (Politiker), gambischer Politiker (UDP)
- Pa Musa Jallow, gambischer Politiker und Verwaltungsbeamter
- Pierre Jallow (Leichtathlet) (* 1943), gambischer Leichtathlet
- Pierre Jallow (Basketballspieler) (* 1979), gambischer Basketballspieler

### S
- Samba Jallow (* 1974), gambischer Politiker
- Sanna Jallow, gambischer Politiker
- Sanu Jallow (* 2003), gambisch-US-amerikanische Leichtathletin
- Sira Jallow (* 2004), gambische Schachspielerin

### T
- Tamsir Jallow (1941–2015), gambischer Politiker und Diplomat

### Y
- Yaya Jallow († 2020), gambischer Politiker und Diplomat

### Z
- Zainab Jallow, gambische Molekularbiologin